# 电视台

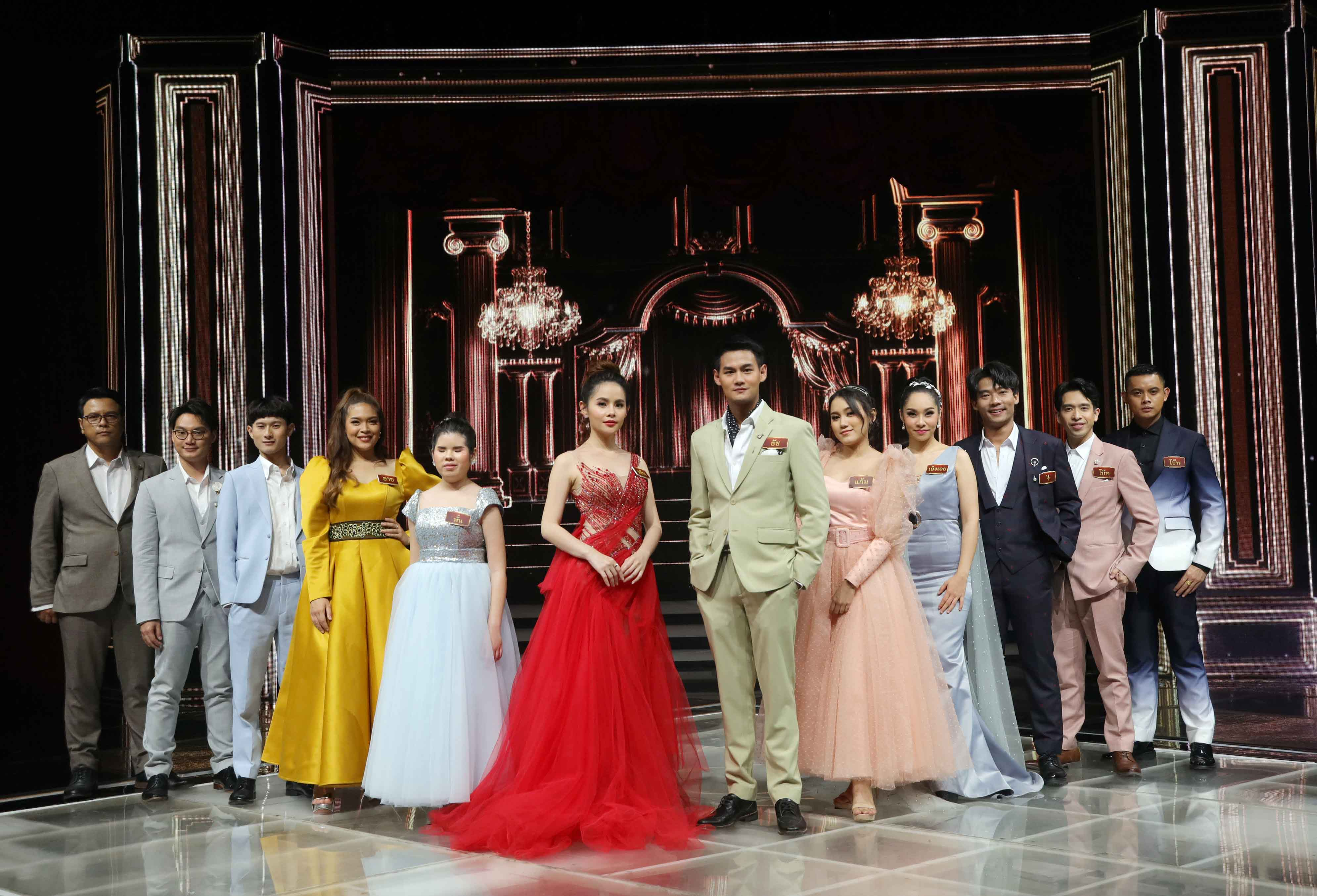
Channel Workpoint 23的Khun Phra Chuay管弦樂團，表演為電視台播放

電視台（英語：或Television Station）是製作電視節目並透過電視或網路向大眾播放的傳播媒體機構，其通过有线和无线的方式传播影片和音訊同步的资讯，播出时间固定，节目内容一部分为其自己制作，也有相当部分为外购。

## 历史
世界最早的電視臺是1929年在英國試播的英國廣播公司，1936年正式开播。二战后，电视臺在欧美逐漸普及。

## 主要結構

### 主控室
主控室是電視臺控制節目播出的中樞。影片放映室、戶外實況轉播、人造衛星轉播、各攝影棚副控室等所製作的節目訊號，都要先送到主控室，經過處理，再經由微波傳送到發射臺。主控室在播出控制桌前，設置了各種的圖像監視器；其中，主監視器(Master Monitor)用來監視畫面的品質及圖像訊號的波形，其餘的圖像監視器(Picture Monitor)用來預覽來自各處的視訊畫面。

## 世界主要国家及地区的电视台
全球各地的电视台数量众多，本节列举了知名的电视台（含数字付费电视专门频道）。

### 中國大陸
- 中央广播电视总台 （CMG）
  - 中国中央电视台 （CCTV）
  - 中国环球电视网 （CGTN）
  - 中央人民廣播電台（CNR)
  - 中國國際廣播電台（CRI)
- 中国教育电视台 （CETV）
- 上海广播电视台 （SMG）
  - 东方卫视 (Dragon TV)
  - 第一财经频道 (CBN/Yicai)
  - 哈哈炫动卫视
- 湖南广播电视台 （GBS、HBS、HNTV）
  - 湖南卫视
  - 金鹰卡通卫视
- 江苏省广播电视总台 （JSBC）
- 浙江广播电视集团 （ZTV）
- 北京广播电视台 （BTV、BRTV）
- 福建省广播影视集团（FJTV）
- 广东广播电视台（GRT、GDTV）
- 山东广播电视台（SDTV）
- 计划单列城市电视台：
  - 厦门广播电视集团 （XMTV）
  - 大连广播电视台 （DLTV）
  - 深圳广播电影电视集团 （SZMG）
  - 宁波广播电视集团（NBTV）
- 吉林广播电视台（JLTV）
- 辽宁广播电视台（LRTV）

### 香港
- 港台電視(RTHK TV)
- 香港無綫電視(TVB)
- now TV
  - 香港電視娛樂(ViuTV)
- 凤凰衛視(Phoenix TV)
- 華娛衛視(CETV) (已關閉)
- 香港有線電視(Cable TV)
  - 有線寬頻開電視(HOY TV)
- 亞洲電視數碼媒體(ATV)
- 香港寬頻電視(bbTV)
  - 香港電視網絡(HKTV)
- 創世電視(Creation TV)
- 星空傳媒（其中衛視中文台主要在台灣播放）

### 澳門
- 澳廣視(TDM)
- 澳亞衛視(MASTV)
- 澳門蓮花衛視(LotusTV)
- 澳門衛視(MSTV)

### 台灣
- 台灣電視公司(TTV)
- 中國電視公司(CTV)
- 中華電視公司(CTS)
- 民視(FTV)
- 公共電視(PTS)
- 無線衛星電視(TVBS)
- 東森電視(EBC)
- 八大電視(GTV)
- 年代電視(ERA)
- 非凡電視(USTV)
- 壹電視(NEXTTV)
- 三立電視(SET)
- 中天電視(CTI)
- 亞洲衛星電視
- 緯來電視

### 馬來西亞
- Astro卫星电视台 (ASTRO)
- 第一广播电视台 (RTM-TV1)
- 第二广播电视台 (RTM-TV2)
- 第三电视台 (TV3)
- NatSeven电视台 (NTV7)
- 八度空间 (8TV)
- 第九电视台 (TV9)

### 新加坡
- 新传媒 (MediaCorp)
  - 亚洲新闻台 (Channel NewsAsia)
- Animax 動漫台 (Animax Asia)
- One TV Asia
- GEM TV ASIA
- AXN
- HBO Asia

### 美國
- 美國廣播公司(ABC)
- 美國全國廣播公司(NBC)
  - 微軟-全國廣播公司(MSNBC)
  - 消費者新聞與商業頻道(CNBC)
- 哥倫比亞廣播公司(CBS)
- 美國公共電視網(PBS)
- 美國CW電視網(CW)
- 有線電視新聞網(CNN)
- 福克斯新聞頻道(Fox News Channel)
- 彭博財經電視(Bloomberg)
- 家庭影院頻道(HBO)
- 探索頻道(Discovery)
- 娛樂與體育節目電視網(ESPN)
- 美國音樂電視網(MTV)
- 美國國家地理頻道(NGC)
- A+E電視網(A&E)
- 迪斯尼频道
- 卡通频道(Cartoon Network、CN)
- 尼克儿童频道(Nickelodeon)

### 英國
- 英国广播公司 (BBC)
- 英国独立电视台 (ITV)
- 第四頻道 (Channel 4)
- 天空电视台 (Sky)
  - 天空新闻台 (Sky News)
  - 天空体育台 (Sky Sports)

### 法國
- 法国电视一台 (TF1)
- 法国电视台 (France Télévisions)
- 法国24新闻台 (France 24)
- 欧洲新闻台 (Euronews)
- 德法公共电视台 (ARTE)

### 日本
（地面数字电视在东京基干局）
- 日本广播协会 (NHK)
- 朝日电视臺 (EX)
- 富士电视台 (CX)
- 日本电视臺 (NTV)
- TBS电视台 (TBS)
- 東京电视臺 (TX)
- 东京都会电视台 (MX)
- Animax TV
- キッズステーション (Kids Station)
- WOWOW
- 日本BS放送 (BS11)
- AT-X (动画频道)

### 南韓
- 韓國放送公社 (KBS)
- 韩国教育放送 (EBS)
- 文化廣播公司 (MBC)
- 首爾廣播公司 (SBS)
- 東洋中央廣播公司 (JTBC)
- 每日廣播 (MBN)
- 朝鮮電視臺 (TV Chosun)
- Channel A电视臺 (Channel A)
- TVN电视臺 (TVN)

### 北韓
- 朝鲜中央电视台 (KCTV)
- 万寿台电视台

### 卡達
- 阿拉伯半岛电视台 (Al Jazeera)

### 阿聯
- 阿拉伯卫星电视台 (Al Arabiya)

### 加拿大
- 加拿大电视网 (CTV)
- 加拿大广播公司 (CBC)

### 荷蘭
- 全國公共廣播聯盟 (NOS)

### 德國
- 德国电视一臺 (ARD)
- 德国电视二台 (ZDF)
- sat.3
- 德国之声（DW）
- RTL电视臺

### 西班牙
- 西班牙廣播電視臺 (RTVE)

### 義大利
- 意大利广播电视公司 (RAI)
- Canale 5

### 澳洲
- 澳大利亚广播公司 (ABC)
- 特别广播协会 (SBS)
- 七号电视网 (Seven)

### 俄羅斯
- 第一频道 (C1R)
- 全俄国家电视广播公司 (ВГТРК)
- 今日俄罗斯电视台 (RT)
- 俄罗斯独立电视台 (HTB)

### 巴西
- 環球電視網(Rede Globo)

### 越南
- 越南电视台(VTV)
- 胡志明市电视台 (HTV)

### 泰國
- 泰国第3电视台(3 HD)
- 7频道(channel 7 HD)